# Parvamussium dautzenbergi
Parvamussium dautzenbergi is een tweekleppigensoort uit de familie van de Propeamussiidae. De wetenschappelijke naam van de soort is voor het eerst geldig gepubliceerd in 1990 door Dijkstra.